# Salvador Seguí
Pour les articles homonymes, voir Seguí.
Salvador Seguí Rubinat (Lérida, 23 septembre 1887 - assassiné à Barcelone, 10 mars 1923), connu sous le nom El Noi del Sucre ("Le gamin du sucre") fut l'un des principaux leaders de la Confédération nationale du travail, anarcho-syndicaliste en Catalogne au début du XXe siècle.
Il reçut ce surnom car il avait pour habitude de manger seuls les sucres qu'on lui servait avec le café.
Syndicaliste pragmatique, il introduit le concept de « possibilisme libertaire » qui est repris, en avril 1924, par La Revista Blanca : « nous devons intervenir en politique pour occuper les positions de la bourgeoisie ».

## Biographie
Peintre de profession, il montra très jeune un intérêt pour les idées libertaires. Adepte de la Escuela Moderna de Francisco Ferrer, il va se lier au cours de sa formation autodidacte avec des personnalités culturelles et politiques de son époque, comme Francisco Layret, fondateur de l'Ateneu Enciclopèdic Popular.
Le 10 mars 1923 à midi, alors qu'il tentait de promouvoir auprès des travailleurs l'idée de l'émancipation comme moteur social, il est assassiné Carrer de la Cadena, quartier du Raval à Barcelone, par des hommes du Sindicat Lliure du patronat catalan sous la protection du gouverneur civil de Barcelone Martínez Anido, regroupée autour de la Lliga Regionalista.

## Héritage
En septembre 2010, en France, des anarcho-syndicalistes ont créé le Groupe anarchiste Salvador-Segui, fédéré à la Fédération anarchiste . Outre l'investissement de ses militants dans les organisations syndicales (CGT, SUD, CNT), le groupe est impliqué dans les luttes sociales et organise des conférences-débats autour de l'actualité et du projet de société anarchiste. Le groupe est également investi dans la solidarité avec l'expérience révolutionnaire zapatiste du Mexique et entretient des liens étroits et solidaires avec les anarchistes et les syndicalistes indépendants de Cuba. Il publie, en collaboration avec le Groupe anarchiste Regard noir, la revue anarchiste Ruptures. 
En 2009 dans l’État espagnol, Lorenzo Morales, ancien chanteur du groupe de musique Los Muertos de Cristo et d'inspiration anarchiste, fonde le groupe El Noi del Sucre, en hommage à Salvador Seguí.

## Lieux portant son nom
- Une place de Barcelone entre carrer d'en robador et carrer d'Espalter dans le quartier de El Raval.
- Une rue  à Badalone.
- Une rue à Sabadell, Carrer Salvador Segui el noi del sucre.

## Notices
- Ressource relative à la musique :   - Répertoire international des sources musicales
- Notices dans des dictionnaires ou encyclopédies généralistes :   - Diccionario Biográfico Español
  - Gran Enciclopèdia Catalana
- Notices d'autorité :   - VIAF
  - ISNI
  - BnF (données)
  - IdRef
  - LCCN
  - GND
  - CiNii
  - Espagne
  - Pays-Bas
  - Pologne
  - Israël
  - Catalogne
  - Tchéquie
  - WorldCat
- (ca) Anarco Efemerides : notice biographique.
- (es) Miguel Iñiguez, Esbozo de una Enciclopedia histórica del anarquismo español, Fundación de Estudios Libertarios Anselmo Lorenzo, Madrid, 2001, page 564.
- (ca) « Salvador Seguí i Rubinat », Gran Enciclopèdia Catalana, sur enciclopedia.cat, Barcelone, Edicions 62..